# 바르펄로터

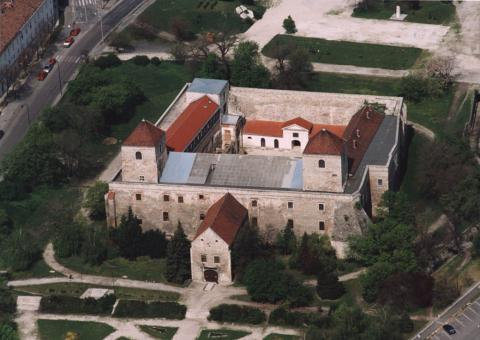
바르펄로터 성

바르펄로터(헝가리어: Várpalota, 독일어: Burgschloß 부르크슐로스[*])는 헝가리 베스프렘주의 도시로 면적은 77.26km2, 인구는 21,371명(2004년 기준), 인구 밀도는 243.98명/km2이다. 사회주의 시대에는 광업 도시였지만 현재는 대부분의 광산들이 폐쇄된 상태이다. 주민들은 대부분 이웃한 도시인 베스프렘, 세케슈페헤르바르에서 근무한다.

시 문장

## 자매 도시
- 루마니아 페트로샤니
- 이탈리아 페르모
- 슬로바키아 크렘니차
- 오스트리아 볼프스베르크
- 슬로베니아 도브로바폴호브그라데츠